# Pastaza aureliae
Espèce
Pastaza aureliae est une espèce d'araignées mygalomorphes de la famille des Microstigmatidae.

## Répartition
Cette espèce est endémique de la province de Pastaza en Équateur,. Elle se rencontre dans la grotte Cueva de los tallos.

## Description
Le mâle holotype mesure mm et la femelle paratype 12,70 mm.

## Systématique et taxinomie
Cette espèce a été décrite par Dupérré et Tapia en 2025.

## Étymologie
Cette espèce est nommée en l'honneur d'Anabelle Aurelia Tapia.

## Publication originale
- Dupérré & Tapia, 2025 : « Revision of the Ecuadorian Microstigmatidae (Araneae: Mygalomorphae), with the description of six new species. » European Journal of Taxonomy, vol. 1007, p. 87-132 (texte intégral).